# Stephen McIntyre
Stephen McIntyre, conosciuto anche come Steve McIntyre (1947), è un dirigente d'azienda canadese che ha operato a lungo nel settore minerario.
È meglio conosciuto per la sua attività sull'analisi e discussione dei dati relativi ai cambiamenti climatici.  È noto in particolare per il suo ruolo nella cosiddetta controversia della mazza da hockey, in cui è intervenuto insieme all'economista Ross McKitrick effettuando una critica statistica del grafico, sviluppato da alcuni climatologi, che mostra un aumento delle temperature globali della fine del 20º secolo senza precedenti negli ultimi 1.000 anni. 

## Biografia
McIntyre ha studiato all'Università di Toronto, ottenendo il Bachelor of Science in matematica nel 1969. Successivamente, grazie ad un programma internazionale nell'ambito del Commonwealth, ha studiato Philosophy, Politics, and Economics al Corpus Christy College a Oxford, laureandosi nel 1971. Gli è stata quindi offerta una borsa di studio per studiare matematica economica al Massachusetts Institute of Technology, ma per motivi di famiglia ha rifiutato e ha preferito iniziare subito l'attività lavorativa ed è entrato alla Noranda, un'importante compagnia mineraria canadese con sede a Rouyn-Noranda. Successivamente ha lavorato prima come funzionario e poi come direttore in altre compagnie minerarie, fino a diventare presidente della Northwest Exploration Company Limited e dirigente e amministratore della sua società madre, la Northwest Explorations Inc. Quando la Northwest Explorations è stata rilevata dalla CGX Resources Inc., McIntyre ha cessato di essere dirigente e amministratore e nel 2000 è diventato consulente strategico della CGX, incarico che ha ricoperto per tre anni. Nel 2003, dopo trent'anni di lavoro nel settore minerario, ha deciso di ritirarsi dal lavoro a tempo pieno, continuando a lavorare a tempo parziale come consulente minerario.

## Controversie sui cambiamenti climatici
McIntyre ha raccontato di avere cominciato ad interessarsi di climatologia nel 2002, quando è stato recapitato a casa sua un opuscolo del governo canadese sui pericoli del riscaldamento globale. L'opuscolo faceva riferimento al Terzo rapporto di valutazione dell'IPCC, che conteneva il cosiddetto "grafico della mazza da hockey", elaborato da Michael E. Mann e alcuni colleghi, che ricostruiva il clima degli ultimi mille anni e mostrava alla fine del XX secolo un aumento delle temperature senza precedenti. McIntyre ha affermato di aver notato alcune discrepanze che gli ricordavano il falso prospetto che aveva ingannato gli investitori coinvolti nello scandalo delle miniere d'oro della compagnia canadese Bre-X. McIntyre ha incontrato l'economista canadese Ross McKitrick per esaminare la questione e i due hanno scritto nel 2003 un articolo sul grafico di Mann e colleghi, contestandone l'elaborazione statistica e alimentando la cosiddetta controversia della mazza da hockey. Nel 2005 McIntyre e McKitrick hanno scritto un ulteriore articolo sull'argomento. La controversia ha avuto riflessi anche sul piano politico, dal momento che gli articoli di McIntyre e McKitrick sono stati citati da due politici statunitensi, il senatore Jim Inhofe e il deputato Joe Barton. È stata perciò formata una commissione di scienziati convocati dal Consiglio nazionale delle ricerche degli Stati Uniti d'America; la commissione ha prodotto nel 2006 il North Report, che ha sostenuto le scoperte di Mann e colleghi con alcune riserve, che includevano l'accordo sul fatto che c'erano alcune carenze statistiche, che tuttavia avevano uno scarso effetto sul risultato finale.
McIntyre ha inoltre sottolineato che l'anno più caldo nel XX secolo non è stato il 1998 come comunicato dalla NASA, ma il 1934, anche se di poco. Secondo alcuni scettici ciò porterebbe a dubitare di una tendenza in atto verso il riscaldamento globale, ma altri ricercatori hanno obiettato che il 1934 è stato l'anno più caldo negli Stati Uniti d'America ma non nel resto del mondo, in cui quell'anno non fu eccessivamente caldo: pertanto ciò non può considerarsi un argomento contro il riscaldamento globale.
McIntyre ha fondato il blog sul clima ClimateAudit e ha dichiarato di averlo avviato per potersi difendere dagli attacchi effettuati sul blog di climatologia RealClimate.